# Bathyraja isotrachys
Bathyraja isotrachys е вид хрущялна риба от семейство Arhynchobatidae. Видът не е застрашен от изчезване.

## Разпространение и местообитание
Разпространен е в Русия (Европейска част на Русия, Камчатка, Магадан и Сахалин), Северна Корея, Южна Корея и Япония (Кюшу, Рюкю, Хокайдо и Хоншу).
Обитава морета и крайбрежия. Среща се на дълбочина от 370 до 2000 m, при температура на водата от 0,9 до 3,2 °C и соленост 33,5 – 33,9 ‰.

## Описание
На дължина достигат до 76,2 cm.